# スマトラオランウータン
スマトラオランウータン (学名：Pongo abelii) は、ヒト科に分類されるオランウータンの一種。スマトラ島の北部に固有で、ボルネオオランウータンよりも希少だが、近年記載され、同じくスマトラ島に分布するタパヌリオランウータンよりは一般的である。国際自然保護連合のレッドリストでは、近絶滅種に分類されている。オランウータンとは、現地のマレー語で「森の人」という意味である。

## 特徴
平均して雄は体長約1m、体重約90kgだが、雌は体長約80cm、体重約40kgと小型である。ボルネオオランウータンと比較すると痩せており、顔が長い。毛は長く、より明るい赤色である。

## 生態と行動
ボルネオオランウータンと比較して果実食の傾向が強く、昆虫を食べることもある。イチジク属やパラミツの果実を好み、鳥の卵や小型の脊椎動物を捕食することも知られる。樹皮の内側を探すことは少ない。
スアク・バリンビン地域では、道具の使用が確認されている。木の枝を30cm程度に折って小枝を取り除き、歯で形を整えることで棒を作る。この棒はシロアリの巣を掘ってシロアリを食べる場合や、蜂の巣から蜂蜜を手に入れる場合、果物を食べる場合に使われる。特に Neesia 属の果実を食べる際に使用される。オランウータンはこの果実の種子を好むが、細かい繊維に覆われているため、そのままだと食べることが出来ない。オランウータンは樹皮を剥がして繊維を取り除き、棒を使って種子を取り出す。棒は果物や昆虫など、用途によって長さが異なる。オランウータンは使った道具を保存することが知られている。
ほとんどの時間を樹上で生活している。しかし大型の雄は体重が大きいため、地上を歩く傾向にある。64種類のジェスチャーを用いる。そのうち29種類は特定の意味を持ち、多くのオランウータンが理解できる。「仲間になる／遊ぶ」「行動を止める」「物を見る／取る」「食べ物／物を共有する」「一緒に歩く」「離れる」という意味のジェスチャーがある。危険を音で伝えることができないため、ジェスチャーでコミュニケーションを行う。2024年には、ラクスと呼ばれる野生個体が、Fibraurea tinctoria の葉を粉状に潰し、顔の傷に塗る様子が観察された。数週間後に傷は治癒した。

## 繁殖と成長

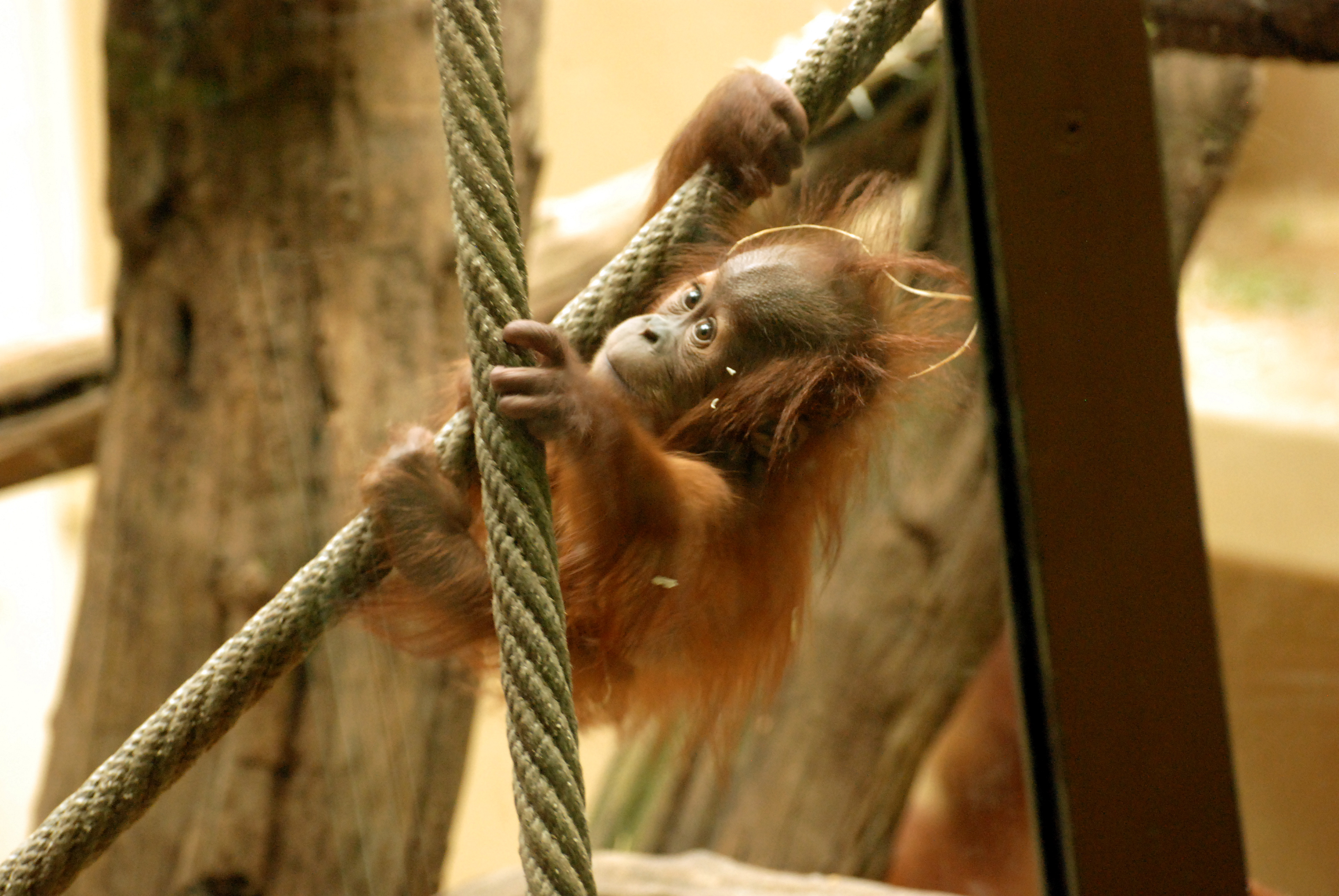
動物園の幼獣

スマトラオランウータンの生涯には5つの異なる段階があり、身体的および行動的に違いがある。幼年期は誕生から2歳半頃までの期間で、体重は2-6kgである。目の周囲と鼻口部は明るく、顔の他の部分は黒い。また、顔の周りには長い毛がある。この期間では幼獣は母親の背中に乗って移動し、食料も母親に依存している。また母親の巣で一緒に眠る。次の段階は若年期で、2歳半から5歳までの期間である。体重は6-15kgだが、幼年期と形態的に大きな違いは無い。未だ母親に運ばれるが、仲間と遊んだり、母親の見ている前で少し移動をしたりする。若年期の終わりには、母親の巣で眠るのをやめ、自身の巣を作るようになる。5-8歳では青年期となり、体重は15-30kgに達する。顔の明るい部分は消え始め、顔全体はより暗い色となる。まだ母親との一定の繋がりはあるものの、遊び仲間との絆がより強まる。見知らぬ成獣、特に雄を警戒する。雌は8歳で性成熟し、繁殖と子育てを始める。雄は亜成年期に入り、8歳から13-15歳まで続く。体重は30-50kgとなる。顔は完全な暗色になり、頬にフランジが発達し始める。顔の周囲の毛は短くなり、髭が生え始める。顔は長くならず、平たくなる。この時期には雄も性成熟するが、社会的に成熟していないため、他の成体雄との関わりを避ける。雄は13-15歳で成獣となり、体重はヒトと同じ50-90kgに達する。髭とフランジは完全に発達し、毛は長くなる。性的にも社会的にも成熟し、一頭で遠くまでの移動を行う。野生での一般的な寿命は、雌で44–53年、雄で47–58年である。閉経周期の研究によれば、雌は最長で53歳まで出産できる。毛や頬の状態から、寿命が尽きるまで健康でいると考えられる。
ボルネオオランウータンよりも社会的であり、果実が多数存在する場合は、複数個体で集まって食事を行う。集団は緩く、排他的ではない。集団は複数の雌と、その相手である雄から構成される。雄の成獣は、互いを避ける傾向にある。亜成獣は雌と繁殖しようとするが、雌成獣には簡単に拒まれるため、成功率は低い。雌は同じく成熟した雄と繁殖することを好む。雌の集団の中にいる雄は、雌たちに好まれる成熟雄であることが多い。雄はフランジや筋肉の発達など、二次性徴が何年も遅れることがある。フランジの発達していないアンフランジ雄も繁殖能力があり、フランジの発達したフランジ雄とは異なる繁殖戦略をとる。
出産の間隔は平均して9.3年であり、ボルネオオランウータンも長く、大型類人猿の中で最長である。幼獣は3年間母親のそばで過ごし、その後も母親と交流を持つ。オランウータンの寿命は数十年で、長ければ50年を超える。雄は平均して15歳半で繁殖を開始する。閉経の兆候は確認されていない。ノーニャというマイアミ動物園の個体は2007年に55歳で死亡し、当時は世界最高齢であった。パース動物園のプアンは、2018年に推定62歳で死亡した。現在世界最高齢のスマトラオランウータンは、ハーゲンベック動物園のベラで、2025年時点で推定64歳である。

## 食性
基本的に果実食であり、果肉に包まれた大きな種子を持つ果実を特に好む。例としてドリアン、ライチ、パラミツ、パンノキ、イチジクがある。昆虫も多く食べ、特にオオアリ属が大半を占める。食事は主に果物、昆虫、葉、樹皮、その他の5つに分けられる。アチェ州での研究によれば、92種類の果実、13種の葉、新芽や偽鱗茎など、22種のその他の植物質を食べていた。食事には少なくとも17種の昆虫が含まれ、シロアリの塚の土を食べることもあった。果実が少ない場合、スローロリスを捕食する。木の穴に溜まった水や、自身の毛に付いた雨から水分を得ることがある。

### 肉食
稀に肉食を行い、雌雄を問わない。ケタンベ地域では肉食の報告があり、9件はスローロリスを捕食していた。果物の多い繁殖期には報告されておらず、果物不足の結果肉食が起こっていると考えられる。肉は母親と子の間で共有される。

## 進化と遺伝子
スマトラ島からは更新世のオランウータンの化石が発見されている。歯の組織の分析から、現生のスマトラオランウータンと同じく、果実食であることが明らかになっている。
オランウータンは48本の染色体を持つ。スマトラオランウータンのゲノム情報は2011年1月に解析され、スージーという飼育下個体の遺伝子が用いられた。ヒトとチンパンジーに続き、ゲノム解析が行われた三番目のヒト科動物となった。
研究者らは5頭のスマトラオランウータン、5頭のボルネオオランウータンの遺伝子解析を行った。ボルネオオランウータンの個体数はスマトラオランウータンの6-7倍だが、遺伝的多様性はスマトラオランウータンの方が高かった。これらの2種は40万年前に分岐したことも明らかとなり、これは従来の推定よりも最近であった。オランウータンのゲノムはヒトやチンパンジーと比べ、構造変異が少ない

## 人との関わり

### 脅威
森林の農地化またはアブラヤシ農園化に伴う伐採、道路による分断が脅威となっている。石油会社はパーム油を生産するために森林を伐採しており、オランウータンの生息地が失われている。アチェ州と北スマトラ州にまたがる熱帯雨林地域では、毎年1000頭以上のオランウータンの生息地が失われていると推定された。2017年時点で、個体群の約82.5%はアチェ州に分布している。スマトラ島西部のシンパン・カナン川以南、東側のアサハン川以南ではほとんど見られない。パクパク・バラットの個体群は、長期的な存続が予測される唯一の個体群である。
密猟は大きな問題になっていないが、時折地元民によって狩られることがある。北スマトラでは食料として狩られてきた。現在では狩猟は少ないものの、バタック人などの地元民は野生動物を狩って食用としている。現地の農家からは農作物を食べる害獣とみなされ、駆除されることもある。20世紀には動物園での飼育や剥製などを目的とし、多くの個体が捕獲または殺害された。
スマトラオランウータンの心血管系はよく発達しており、肺の気嚢も発達した結果、気嚢炎に罹患しやすくなった。この病気はヒトにおけるレンサ球菌咽頭炎に似ている。飼育下ではヒトのレンサ球菌に触れる可能性があり、感染率が高くなっている。一般的には抗生物質による治療が可能だが、人の治療法が効果が無く、死亡した例もある。

### 保全
2016年の調査によれば、個体数は推定13,846頭であった。世界自然保護基金は飼育下繁殖によって個体数を増加させることを試みているが、飼育下では食料や水が充実しており、野生で必要な行動を学ぶことが出来ないという懸念がある。
スマトラ島北部の固有種で、主にアチェ州に分布する。19世紀にはジャンビ州やパダンなど、より広い範囲に分布していた。北スマトラ州では、トバ湖付近の森林に小規模な個体群が生息する。この地域の調査では、ブキット・ラワンとグヌン・ルセル国立公園のみに生息することが明らかになった。ブキット・ラワンはグヌン・ルエセル国立公園の東側に位置する小さな村だが、1970年代にオランウータンの保護区が設立され、保護されたオランウータンの野生復帰が試みられてきた。オランウータンは保護区で野生での生活に必要なことを学び、一部餌を与えられていた。その後は多くのオランウータンが野生復帰したため、個体群密度が飽和した。そのため給餌も終了し、新たなオランウータンの受け入れは停止された。
2000年以降、国際自然保護連合のレッドリストで近絶滅種に指定されている。2000年から2008年までは、「世界で最も絶滅の危機に瀕している霊長類25種」に含まれていた。2016年の調査によれば、野生個体数は推定14,613頭で、以前の推定の2倍であった。2004年の調査では、野生個体数は推定7,300頭で、生息域は推定20,552平方キロメートル、そのうち定住生息地は約8,992平方キロメートルであった。グヌン・ルセル国立公園では保護されているが、アチェ州北西部および北東部、バタントル川西部、サルーラ東部、シディアンカットでは保護されていない。ジャンビ州とリアウ州のブキット・ティガプル国立公園では繁殖が成功した。
個体群を回復させる手段として、個体の再導入と森林の保護が行われている。再導入は費用対効果が高いが、10-20年と長期間で行う必要がある。後者は個体群を長期的に安定させることができる。世界自然保護基金は生息地の保護を進めており、いくつかの組織と協力して、ブキット・ティガプル国立公園付近の天然林の伐採を阻止した。
ブキット・ティガプル国立公園では、再導入により新たな個体群が形成され始めた。この個体群は約70頭で、繁殖も起こっている。森林を保全するコストは再導入の12分の1であり、より多くの個体を保護できることが明らかになっている。
行動圏が広く、個体群密度が低いため、保全活動は困難である。個体群密度は果実の豊富さに大きく影響を受ける。果実を求めて低地から高地まで、季節的な移動を行っている。低地から高地まで森林が広がっている場合、個体群密度は高くなる。スマトラ島は世界の中でも特に森林の伐採率が高く、伐採とそれに伴う生息地の断片化により、季節的な移動が阻まれている。

### 飼育下
2024年5月時点では、全世界で292頭が飼育されている。2015年時点では、飼育頭数は316頭であった。日本では2025年8月時点で、浜松市動物園、市川市動植物園、とべ動物園、豊橋総合動植物公園の4施設に7頭が飼育されている。